# Levón Mirzoyán
Levón Isáyevich Mirzoyán (en armenio: Լևոն Եսայիի Միրզոյան; en ruso: Левон Исаевич Мирзоян, 14 de noviembre de 1897 - 26 de febrero de 1939) fue un político soviético, que fue primer secretario del Partido Comunista de la República Socialista Soviética de Azerbaiyán del 21 de enero de 1926 al 5 de agosto de 1929. Posteriormente, fue primer secretario del Comité Regional de la RASS de Kazajistán, y luego primer secretario del Partido Comunista de la República Socialista Soviética de Kazajistán del 5 de diciembre de 1936 al 3 de mayo de 1938. Fue ejecutado durante la Gran Purga.

## Primeros años
Nació en el pueblo de Ashan, en la gobernación de Elizavétpol, en el seno de una familia de campesinos armenios. En 1917, se unió al Partido Obrero Socialdemócrata (RSDLP). En 1920, trabajó en el Consejo de Sindicatos y en el Comisariado del Pueblo de Inspección de Obreros y Campesinos de la RSS de Azerbaiyán. En enero de 1925, el órgano del partido azerbaiyano "Kommunist" publicó un artículo en el que se quejaba de la discriminación lingüística contra los turcos (azerbayanos) en Bakú; se criticaba a los miembros de la célula del Komsomol en la aldea de Binagadi, que se oponían a traducir los discursos de los participantes en una reunión del ruso al azerí. El secretario del Comité de Bakú, Mirzoyán, informó personalmente a Lázar Kaganóvich sobre los resultados de la investigación. Según él, los ataques críticos del periódico eran mentira.

## Carrera política
En 1927, durante un conflicto entre los trabajadores túrquicos y los especialistas rusos y armenios, que recibieron 10 veces más trabajadores, Mirzoyán se puso del lado de los trabajadores túrquicos, defendiendo su derecho a la obtención preferencial de trabajos calificados (la llamada indigenización). Al igual que su antecesor en el cargo, Serguéi Kírov, detuvo y prohibió las procesiones de flagelantes chiitas en el día de Ashura del mes de luto de Muharram.
Ese mismo año, el Comité del Partido de la Ciudad de Bakú adoptó una resolución sobre el estudio acelerado del idioma azerí por parte de los líderes de la república, pero en octubre del mismo año, el Buró Organizativo del Partido Comunista (Bolchevique) de toda la Unión admitió que casi nadie estaba estudiando el idioma. Al menos en Bakú, los rusos se opusieron al estudio de la lengua turca. La escasez de periódicos y libros de texto turcos era tal que la negativa a utilizar el idioma ruso conduciría a la pérdida de importantes fuentes conocimiento. Los rusos no tenían ningún incentivo para estudiar el idioma azerí, y los especialistas túrquicos se vieron obligados a aprender ruso para comprender la literatura técnica. Mirzoyán consideró que el requisito de que los ingenieros y técnicos rusos y armenios hablaran azerí era incorrecto. En marzo de 1927, les dijo a los miembros del Comité Central: "Después de todo, en Rusia tampoco requieren que los especialistas extranjeros hablen ruso".
En la RSS de Azerbaiyán, la práctica del nepotismo estaba muy extendida entre la élite gobernante comunista. Las familias influyentes organizaron a sus parientes para puestos en el aparato estatal. Baberovski señala que, siendo secretario del Comité Central, Mirzoyán colocó a sus familiares en lugares muy rentables en el gobierno local, pues no había alternativa a esta costumbre si los comunistas no querían perder su influencia. Fue el Primer Secretario del Partido Comunista de la RSS de Azerbaiyán desde 1926 hasta 1929. De 1929 a 1933, fue Secretario del Comité Distrital de Perm, y luego Segundo Secretario del Comité Regional de los Urales del Partido Comunista de la Unión Soviética (PCUS). El 1 de julio de 1929, el Politburó decidió cambiar la dirección del partido y del Estado de Azerbaiyán. Según Stalin y sus asociados, la organización del partido azerbaiyano era "correcta", pero consideraban que su dirección política era “insatisfactoria”. La principal responsabilidad de las deficiencias recayó principalmente en Levon Mirzoyán, quien, como jefe del Comité del Partido de Bakú, en realidad ejercía dominio sobre el centro multiétnico de la república. Por lo tanto, Mirzoyán, Karáyev, Kasimov y otros miembros de la dirección azerbaiyana fueron destituidos de sus cargos.
Entre 1929 y 1933 fue primer secretario del Comité Regional de Perm, y luego segundo secretario del Comité Regional de los Urales. Además se desempeñó como miembro del Comité Ejecutivo Central de la Unión Soviética. Fue condecorado con la Orden de Lenin. En 1934, fue admitido como miembro del Comité Central del PCU(b).

## Trabajo en Kazajistán
El 21 de enero de 1933, se convirtió en el Primer Secretario del Comité Regional del Partido en la RASS de Kazajistán, como reemplazo de Filipp Goloshchokin. Su designación ocurrió en medio de una hambruna que había ocurrido en la república, en la que muchos kazajos murieron o abandonaron la región.En una carta a Kaganóvich, Mirzoyán describió la situación: "Salí de Moscú sabiendo que la situación en Kazajistán era difícil, pero lo que vi aquí superó todas mis expectativas", describiendo que la ayuda a los hambrientos era gravemente urgente. 
Posteriormente, en 1936, la República Autónoma Socialista Soviética Kazaja fue ascendida con el estatus de república, y Mirzoyán fue designado como el primer secretario del recién fundado Partido Comunista  de la RSS de Kazajistán. Bajo su administración Kazajistán logró generar buenas cosechas y hubo un aumento de la cantidad de ganado; por orden de Mirzoyán, 1,117,000 cabezas de ganado fueron distribuidas a los agricultores colectivos en tres años. Se inició la construcción de la central hidroeléctrica de Ulba, la construcción de la planta de Ridder y la planta de plomo de Chimkent, y continuó el desarrollo de la cuenca de carbón de Karagandá. Se formaron regiones industriales, se amplió el trabajo de exploración en la región de Emba y se pusieron en funcionamiento nuevos campos petroleros. A fines de 1935, se completó la construcción del oleoducto Guryev-Orsk, con una longitud de unos 800 km. La participación de la población local en la industria a mediados de la década de 1930 era del 46,5%. Según Aimdos Bozjigitov, embajador de Kazajistán en Armenia, Mirzoyán "Hizo mucho por la formación y el desarrollo de la economía de Kazajistán". También agregó que "los kazajos lo llaman Mirza-jan, y hasta ahora todos lo recuerdan con gratitud". En el ámbito cultural, bajo Mirzoyán, se celebró el primer congreso de escritores de Kazajistán, donde se rehabilitaron y promovieron las obras del poeta  Abay Kunanbayuli. También se inauguraron el Teatro Musical y la Sociedad Filarmónica del Estado de Kazajistán, así como la sucursal kazaja de la Academia de Ciencias. Además, en 1937, bajo su administración, se adoptó la constitución regional de la RSS de Kazajistán.
En los discursos de Stalin y Malenkov en el Pleno de febrero-marzo de 1937 del Comité Central del Partido Comunista de los Bolcheviques de toda la Unión, Mirzoyán, entre otros líderes regionales, fue criticado por inflar su "culto a la personalidad local" y nepotismo; por iniciativa de Mirzoyán, la montaña más alta de la república, Khan-Tengri, pasó a llamarse "Pico Mirzoyán". Como señala Baberovski, esta crítica apoyó la política de alianzas personales en las que se basó el gobierno de Stalin, mientras que Mirzoyán ampliaba constantemente la esfera de su poder personal, en lugar de ponerlo al servicio del centro. Según las memorias de M. Schraderen, en la RSS de Kazajistán, durante los días festivos, se colgaban retratos de Mirzoyán en edificios, los cuales eran varias veces más grandes que los retratos de Stalin. Ocupando una posición de liderazgo en la república y cumpliendo claramente las directrices del partido durante el período de la Gran Purga, Mirzoyán, como muestran los documentos de archivo, estuvo involucrado en esta. En un informe en el Primer Congreso del Partido Comunista (Bolcheviques) de la RSS de Kazajistán en 1937, Mirzoyán señaló: “Todo el trabajo de propaganda de nuestro partido estuvo enfocado en la lucha contra los grupos antileninistas y antibolcheviques de trotskistas, zinovievistas y derechistas, que trabajan en forma de bandas fascistas de terroristas, saboteadores y espías”. Mirzoyán, al darse cuenta de que durante el período de represión generalizada no podía influir en las acciones del centro, al menos trató de oponerse a acusaciones infundadas contra algunos líderes locales, ya que creía que era necesario educar al personal en lugar de destituirlo.

## Arresto y ejecución
El 22 de septiembre de 1937, el periódico Pravda publicó un artículo "Sobre el liderazgo de los nacionalistas burgueses", donde se acusaba a la dirección del partido de Kazajistán de la falta de arrestos entre personajes sospechosos de la república. Mirzoyán afirmó que el artículo era “70% mentira” y que la organización del partido de Kazajistán no cometió ningún error político importante. Ya el 3 de octubre, Mirzoyan firmó un telegrama en clave dirigido a Stalin pidiéndole que asignara cuotas de ejecución adicionales para 3,500 personas de "elementos antisoviéticos". Según Grigori Pomerantz en su libro "La investigación es realizada por un convicto" describe cómo Mirzoyán en 1937 advirtió sobre el inminente arresto de Suren Agamirov y Olga Shatunovskaya, quienes criticaron al propio Mirzoyán por su estilo autoritario de gobierno. El publicista kazajo Bigeldy Gabdullin también menciona que Mirzoyan advirtió al famoso escritor kazajo Mujtar Auezov sobre su inminente arresto e insistió en que abandonara Kazajistán.
En 1938, Mirzoyán envió un telegrama a Iósif Stalin y Viacheslav Mólotov, en el que expresaba su desacuerdo con la decisión de trasladar a los coreanos deportados a Kazajistán en 1936 desde Primorie, en la parte sur de la república, hacia el norte, debido a que ahí no podían dedicarse al cultivo del arroz, y también expresó sus dudas sobre los métodos de trabajo de la NKVD. El 15 de mayo de 1938, Mirzoyán recibió un telegrama con la respuesta de Stalin exigiéndole que fuera a Moscú y el 16 de mayo el Comité Central del Partido Comunista de la RSS de Kazajistán lo relevó de sus funciones como primer secretario. En el verano de 1938, Mirzoyán fue arrestado y detenido en la prisión de Lefortovo en Moscú, y el 26 de febrero de 1939 fue ejecutado. Fue rehabilitado posteriormente en 1958.